# Калинівське (селище)
Калинівське (до 1927 року — Велика Сейдеменуха, у 1927—1944 — Калініндорф, у 1944—2016 — Калінінське) — селище в Україні, центр Калинівської селищної територіальної громади Бериславського району Херсонської області.

## Населення

### Мова
Розподіл населення за рідною мовою за даними перепису 2001 року:
| Мова            | Кількість | Відсоток |
| --------------- | --------- | -------- |
| українська      | 1473      | 92.59%   |
| російська       | 109       | 6.85%    |
| білоруська      | 4         | 0.25%    |
| німецька        | 1         | 0.06%    |
| болгарська      | 1         | 0.06%    |
| румунська       | 1         | 0.06%    |
| інші/не вказали | 2         | 0.13%    |
| Усього          | 1591      | 100%     |

## Історія
Село Велика Сейдеменуха засноване 1807 року переселенцями з Могильовської, Чернігівської та Вітебської губерній.
Станом на 1886 рік у колонії німців та євреїв Отбідо-Василівської волості Херсонського повіту Херсонської губернії мешкало 2197 осіб, налічувалось 141 двір, існували лютеранський молитовний будинок, єврейський молитовний будинок, школа, лавка.
7 (20) листопада 1917 року, відповідно до Третього Універсалу Української Центральної Ради, увійшло до складу Української Народної Республіки.
У 1927-1941 роках селище носило назву Калініндорф і було центром одного з єврейських національних районів України. У 1941 році, під час німецької окупації, єврейське населення було знищено, а після війни про відновлення національного району вже не йшлося. З 1944 року і по 2016 рік селище мало назву Калінінське.
Село тимчасово окуповане російськими військами наприкінці лютого 2022 року. 10 листопада 2022 року визволене Збройними силами України  в ході контрнаступу в Херсонській області.